# Consell General d'Yvelines
El Consell General d'Yvelines és l'assemblea deliberant executiva del departament francès d'Yvelines a la regió d'Illa de França. La seva seu es troba a Versalles. Des de 2011, el president és Alain Schmitz (UMP)

## Antics presidents del Consell
- Jean-Paul Palewski (UDR), 1968 - 1976
- Paul-Louis Tenaillon (UDF), 1977 - 1994
- Franck Borotra (RPR després UMP), 1994 - 2005
- Pierre Bédier (UMP), 2005 - 2009

## Composició
El març de 2011 el Consell General de Essone era constituït per 39 elegits pels 39 cantons d'Yvelines.
| Partit                                   | Sigles | Electes |
| ---------------------------------------- | ------ | ------- |
| Oposició (11 escons)                     |        |         |
| Partit Socialista                        | PS     | 7       |
| Europa Ecologia-Els Verds                | EELV   | 1       |
| Divers gauche                            | DVG    | 1       |
| Partit Comunista Francès                 | PCF    | 1       |
| Moviment Republicà i Ciutadà             | MRC    | 1       |
| Majoria (28 escons)                      |        |         |
| Unió pel Moviment Popular                | UMP    | 18      |
| Divers droite                            | DVD    | 4       |
| Nou Centre                               | NC     | 1       |
| Partit Cristianodemòcrata                | PCD    | 1       |
| Centre Nacional d'Independents i Agraris | CNIP   | 1       |
| Sense etiqueta                           | SE     | 2       |
| President del Consell General            |        |         |
| Alain Schmitz (UMP)                      |        |         |